# 고가와정
고가와정(일본어: 小川町)은 일본 시즈오카현의 중부, 시다군에 속했던 정이다. 현재의 야이즈시 중심부의 남측 지역에 해당한다.

## 역사
- 1889년 4월 1일 - 정촌제 시행에 의해 시다군 고가와촌이 성립하였다.
- 1952년 10월 1일 - 고가와촌이 정으로 승격해 고가와정이 되었다.
- 1955년 1월 1일 - 야이즈시에 편입해, 동일 고가와정은 폐지되었다.

## 교통

### 도로
- 국도 제150호선

## 참고 문헌
- 角川日本地名大辞典編纂委員会,『角川日本地名大辞典 22 静岡県』, 角川書店, 1978年, ISBN 4040012208